# へきなんたんトピア
へきなんたんトピアは、愛知県碧南市港南町にあるJERAが運営するPR施設。2024年3月に JERA park HEKINAN に改称された。
元々は中部電力のPR施設であったが、2019年4月1日より碧南火力発電所と共にJERAに承継された。

## 概要
1992年（平成4年）4月3日、開館。碧南火力発電所の南側に隣接する地域共生施設で面積は約13.6ha。施設のテーマは「電気と碧と環境と。楽しみながら学べる」で、電力館・ヒーリングガーデン・エコパークの3つで構成されている。団体の場合、碧南火力発電所を見学することも可能である（要予約）。

## 施設

### JERA museum HEKINAN（旧称・電力館）
「電力館」時代のテーマは「電気とくらしと環境を学べる」。
- 1F - へきなんホールマシン・技術者たちの部屋・体験コーナー・たんトピアホール
- 2F - 展望室[注 1]

### JERA garden HEKINAN（旧称・ヒーリングガーデン）
面積約7ha、テーマは「癒しとコミュニケーションの広場」。
- グリーンセンター[注 2]
- 芝生広場
- メイズ（迷路）ガーデン
- ハーブガーデン
- 体験花壇[注 3]
- じゃぶじゃぶ池
- キクガーデン
- カラーガーデン
- ワイルドフラワーガーデン
- サマーハウス
- ボーダーガーデン
- ロマンチックガーデン
- ウォーターガーデン
- ロックガーデン
- 展望台

### JERA forest HEKINAN（旧称・エコパーク）
面積約5ha、テーマは「野鳥が集う場所」。
- 野鳥池
- 櫓（やぐら）観察台

## 開館時間
- 9:30 - 17:00（※ただし、ヒーリングガーデン・エコパークへの入園は16:00まで）

## 休館日
- 毎週月曜日（祝日・振替休日の場合は翌日）
- 年末年始（12月29日～1月3日）